# FEM (série télévisée)
 (février 2024).
La mise en forme du texte ne suit pas les recommandations de Wikipédia : il faut le « wikifier ».
Les points d'amélioration suivants sont les cas les plus fréquents :
- Les titres sont pré-formatés par le logiciel. Ils ne sont ni en capitales, ni en gras.
- Le texte ne doit pas être écrit en capitales (les noms de famille non plus), ni en gras, ni en italique, ni en « petit »…
- Le gras n'est utilisé que pour surligner le titre de l'article dans l'introduction, une seule fois.
- L'italique est rarement utilisé : mots en langue étrangère, titres d'œuvres, noms de bateaux, etc.
- Les citations ne sont pas en italique mais en corps de texte normal. Elles sont entourées par des guillemets français : « et ».
- Les listes à puces sont à éviter, des paragraphes rédigés étant largement préférés. Les tableaux sont à réserver à la présentation de données structurées (résultats, etc.).
- Les appels de note de bas de page (petits chiffres en exposant, introduits par l'outil «  Source ») sont à placer entre la fin de phrase et le point final[comme ça].
- Les liens internes (vers d'autres articles de Wikipédia) sont à choisir avec parcimonie. Créez des liens vers des articles approfondissant le sujet. Les termes génériques sans rapport avec le sujet sont à éviter, ainsi que les répétitions de liens vers un même terme.
- Les liens externes sont à placer uniquement dans une section « Liens externes », à la fin de l'article. Ces liens sont à choisir avec parcimonie suivant les règles définies. Si un lien sert de source à l'article, son insertion dans le texte est à faire par les notes de bas de page.
- La présentation des références doit suivre les conventions bibliographiques. Il est recommandé d'utiliser les modèles {{Ouvrage}}, {{Chapitre}}, {{Article}}, {{Lien web}} et/ou {{Bibliographie}}. Le mode d'édition visuel peut mettre en forme automatiquement les références.
- Insérer une infobox (cadre d'informations à droite) n'est pas obligatoire pour parachever la mise en page.

Pour une aide détaillée, merci de consulter Aide:Wikification.
Si vous pensez que ces points ont été résolus, vous pouvez retirer ce bandeau et améliorer la mise en forme d'un autre article.
Pour les articles homonymes, voir FEM.
FEM est une série télévisée québécoise dramatique et musicale en dix épisodes de 24 minutes créée par Maxime Beauchamp, réalisée par Marianne Farley, et diffusée depuis le 16 février 2024 sur Unis TV,,.
Une saison 2 composée de 10 nouveaux épisodes a été annoncée, avec une sortie prévue en 2026.

## Synopsis
Zav, un musicien franco-ontarien de 17 ans, s'inspire du mouvement hyperpop et a l'intention de faire sa marque dans le monde de la musique. Depuis longtemps, Zav remet en question son identité de genre, mais il n'ose pas l'explorer parce qu'il craint les conséquences de ses questionnements sur ses relations. Sa vie en ligne et sa recherche musicale lui permettent de calmer sa dysphorie et d'explorer sa féminité de manière anonyme.

## Fiche technique
- Créateur et showrunner : Maxime Beauchamp
- Scénariste principale : Anne-Hélène Prévost
- Scénaristes : Maxime Beauchamp, William S. Messier, Camille Trudel, Joëlle Bond
- Réalisatrice : Marianne Farley
- Producteur : Patrick Bilodeau
- Directeur artistique : Ludovic Dufresne
- Directeur photo : Benoit Jones-Vallée
- Compositeurs musique originale : Emmanuel Alias, Antoniya Carle et Camille Poliquin (KROY)
- Compagnie de production : UGO Média
- Diffuseur : Unis

## Distribution
- Lenni-Kim Lalande : Zav
- Émily Bégin : Nathalie
- Danny Gilmore : Patrice
- Marie-Soleil Dion : Kim
- Willia Ferland Tanguay : Audrey
- Ellicyane Paradis : Charlotte
- Robin L'Houmeau : Uriel
- Thomas Boonen : Carl
- Devon O’Connor : Olivier
- Chantal Fontaine : Val
- Hugo Giroux : Martin
- Emmanuel Auger : Stéphane
- Sasha Baga : Véronique
- Gabriell Audet : Max
- Luis Oliva : Mateo Yelle
- Léopold Nault : Madden
- Alexis Gauthier : Yannick
- Jonathan Michaud : Pierre
- Andréanne Théberge : Tanya
- Jocelyn Blanchard : Claude
- Alexandre L'Heureux : Sébastien
- Kevin Tremblay : Tyler, gars au bar
- Sophie Paradis : Fran
- Rosalie Julien : Suzanne
- Mélissa Plante : Maquilleuse
- Pascale Drevillon : Animatrice, groupe de soutien
- France Pilotte : Sylvie, serveuse
- Anne-Hélène Prévost : Animatrice, Mini-Star

## Épisodes
Les épisodes, sans titres, sont numérotés de un à dix.